# 5378 Елліетт
5378 Елліетт (5378 Ellyett) — астероїд головного поясу. Відкритий 9 квітня 1991 року Робертом Макнотом. Названий на честь новозеландського дослідника метеорів Кліфтона Дарфілда Елліетта (Clifton Darfield Ellyett).
Тіссеранів параметр щодо Юпітера — 3,838.